# Audrey Bastien

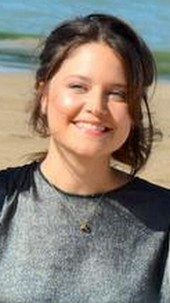
Audrey Bastien Cabourg (2017)

Audrey Bastien (* 10. Dezember 1991 in Frankreich) ist eine französische Schauspielerin. Sie ist durch die Filme Simon Werner fehlt (2010) und Puppylove (2013) sowie die Fernsehserie Xanadu bekannt geworden.

## Leben
Audrey Bastien wuchs zweisprachig auf und verbrachte einen Großteil ihrer Kindheit in den Vereinigten Staaten. Mit 17 Jahren schloss sie ihr Baccalauréat ab. Ihre erste Filmrolle hatte sie 2010 im Jugendfilm Simon Werner fehlt. Als der Film auf den Filmfestspielen von Cannes 2010 gezeigt wird, wird Bastien entdeckt.
Im folgenden Jahr hat sie eine Hauptrolle in J’aime regarder les filles von Frédéric Louf und hat eine Nebenrolle in der Fernsehserie Xanadu, die von Arte produziert wurde. Für Canal+ spielte sie die Tochter des Front-National-Politikers Yann Piat im Biopic Yann Piat, chronique d’un assassinat.
2013 folgten das Filmdrama Puppylove, der Fernsehfilm Deckname Caracalla sowie 2 automnes 3 hivers – 2 Herbste 3 Winter.

## Filmografie
- 2010: Simon Werner fehlt (Simon Werner a disparu…)
- 2011: Xanadu (Fernsehserie)
- 2011: Dans la cour des grands (Kurzfilm)
- 2011: J’aime regarder les filles
- 2011: Ma vision du monde (Kurzfilm)
- 2011: Yann Piat, chronique d’un assassinat (Fernsehfilm)
- 2012: Bye bye maman (Kurzfilm)
- 2013: 2 automnes 3 hivers – 2 Herbste 3 Winter (2 automnes 3 hivers)
- 2013: Deckname Caracalla (Alias Caracella)
- 2013: Ophelia (Kurzfilm)
- 2013: Puppylove
- 2013: La braconne
- 2014: Windungen (Helix Aspersa) (Kurzfilm)
- 2014: Entre vents et marées (Fernsehfilm)
- 2015: Une histoire américaine
- 2015: Le grand jeu
- 2016: For This Is My Body
- 2016: L'âme du tigre
- 2017: Waiting for You
- 2017: Nos patriotes
- 2019: French Touch – Girls on Fire
- 2021: Alice (Kurzfilm)
- 2022: Die französischen Jungs 3 (The French Boys 3)